# Rollei

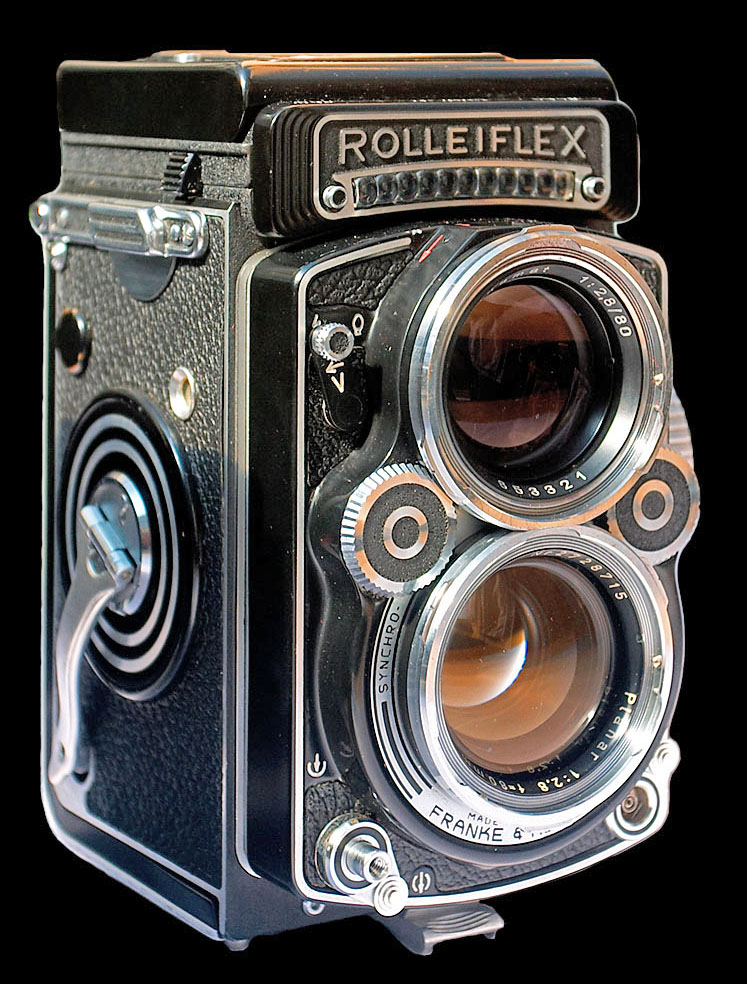
Aparat średnioobrazkowy Rolleiflex

Rollei jest niemieckim przedsiębiorstwem produkującym sprzęt optyczny, założonym w 1920 roku przez Paula Franke i Reinholda Heidecke w Brunszwiku, w Dolnej Saksonii. Rollei jest producentem serii aparatów fotograficznych Rolleiflex i Rolleicord. Aparaty fotograficzne firmy Rollei używają optyki (obiektywów) produkcji własnej, lecz częściej Carl Zeiss i Schneider Kreuznach oraz sporadycznie innych producentów.

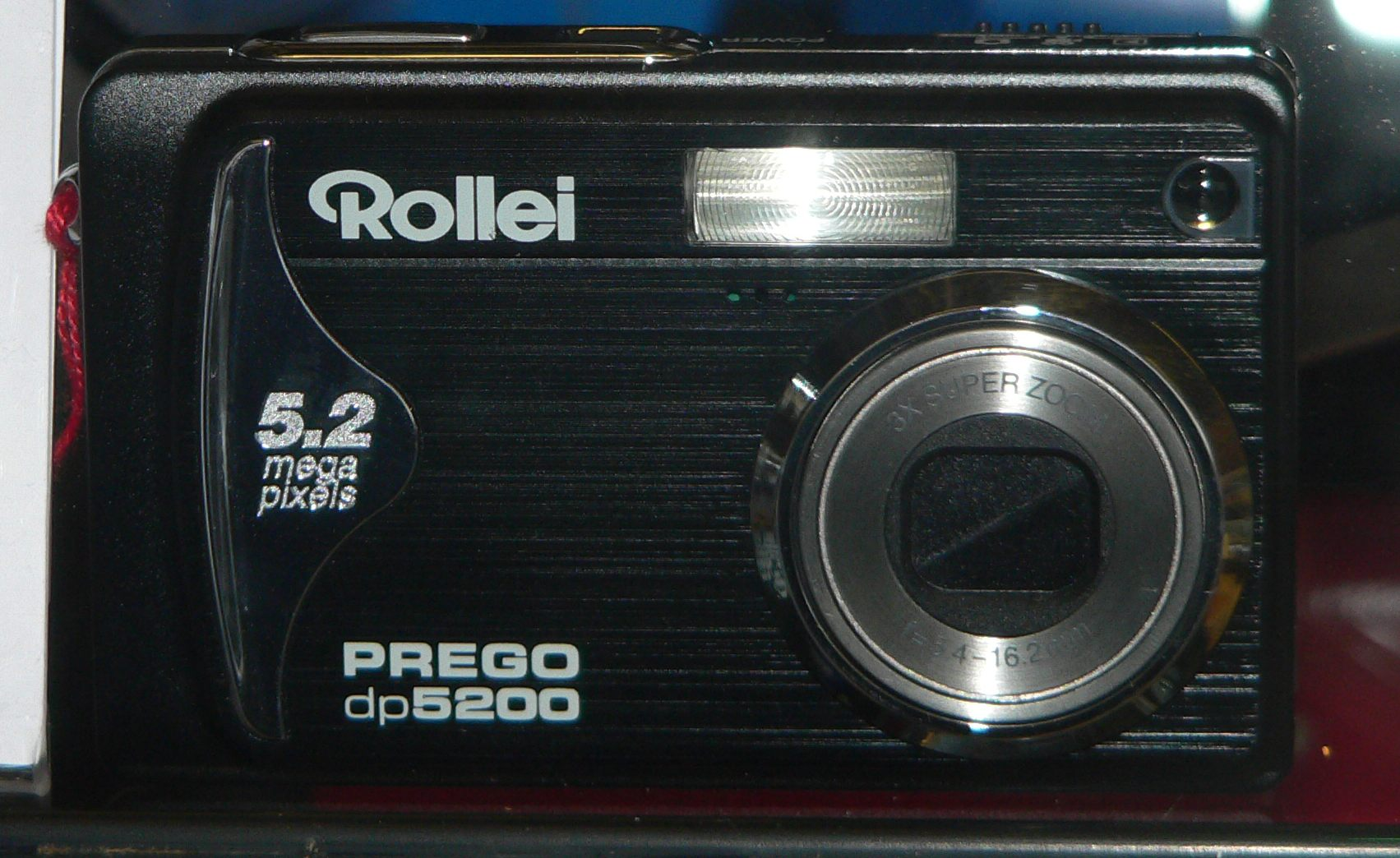
współczesny kompaktowy aparat cyfrowy Rollei